# Rafael I Bidawid
Raphaël I Bidawid, nacido en Mosul (Irak) en 1922. Fue patriarca de los católicos caldeos de Babilonia. Murió en 2003

## Biografía

### Formación y sacerdocio
Entró a los 11 años en un pequeño seminario de la ciudad antes de partir, tres años más tarde a estudiar filosofía y teología en Roma. Fue ordenado sacerdote en 1944. regresa a Mosul en 1947 para tomar la dirección del seminario donde enseña el francés y la teología moral.

### Episcopado
En 1956 es nombrado vicario patriarcal por la diócesis de Kirkuk, después fue nombrado obispo de Amadya un año más tarde. Fue en su época el obispo más joven del mundo. Fue trasferido a la diócesis de Beirut en 1966
Luego del deceso de Pablo II Cheikho en abril de 1989, los obispos caldeos realizaron su Sínodo el 5 de mayo del mismo año y Rafael Bidawid es elegido patriarca el 21 de mayo. A la ceremonia de toma de posesión asistieron 10 000 fieles el 29 de mayo. Recibió el palio en Roma de manos de Juan Pablo II el 9 de noviembre de 1989.

### Fallecimiento
Enfermo, escoge residir en el Líbano donde muere en el hospital de Beirut el 7 de julio de 2003